# 科西-斯洛比德卡
47°39′9″N 29°27′51″E / 47.65250°N 29.46417°E
科西-斯洛比德卡（烏克蘭語：Коси-Слобідка）是位於烏克蘭西南部的村莊，由敖德萨州波季利斯克区的庫亞利尼克市鎮負責管轄。該村始建於1787年，面積1.25平方公里，海拔高度112米，2001年人口140，人口密度每平方公里112人。